# Lemuriatyphlops reuteri
Espèce
Synonymes
- Typhlops reuteri Boettger, 1881
- Madatyphlops reuteri (Boettger, 1881)
- Typhlops lenzi Boettger, 1882

Statut de conservation UICN

 DD  : Données insuffisantes
Lemuriatyphlops reuteri est une espèce de serpents de la famille des Typhlopidae. 

## Répartition
Cette espèce est endémique de l'île de Nosy Be à Madagascar.

## Étymologie
Cette espèce est nommée en l'honneur de C. Reuter.

## Publications originales
- Boettger, 1881 : Diagnoses reptilium et batrachiorum novorum insulae Nossi Bé Madagascariensis. Zoologischer Anzeiger, vol. 4, p. 650-651 (texte intégral).
- Boettger, 1882 : Diagnoses reptilium et batrachiorum novorum insulae Nossi Bé Madagascariensis. Zoologischer Anzeiger, vol. 5, p. 478-480 (texte intégral).